# Uffholtz
Uffholtz (deutsch Uffholz) ist eine französische Gemeinde mit 1631 Einwohnern (Stand 1. Januar 2022) im Département Haut-Rhin in der Region Grand Est (bis 2015 Elsass).  Sie gehört zum Arrondissement Thann-Guebwiller und zum Kanton Cernay.

## Geographie

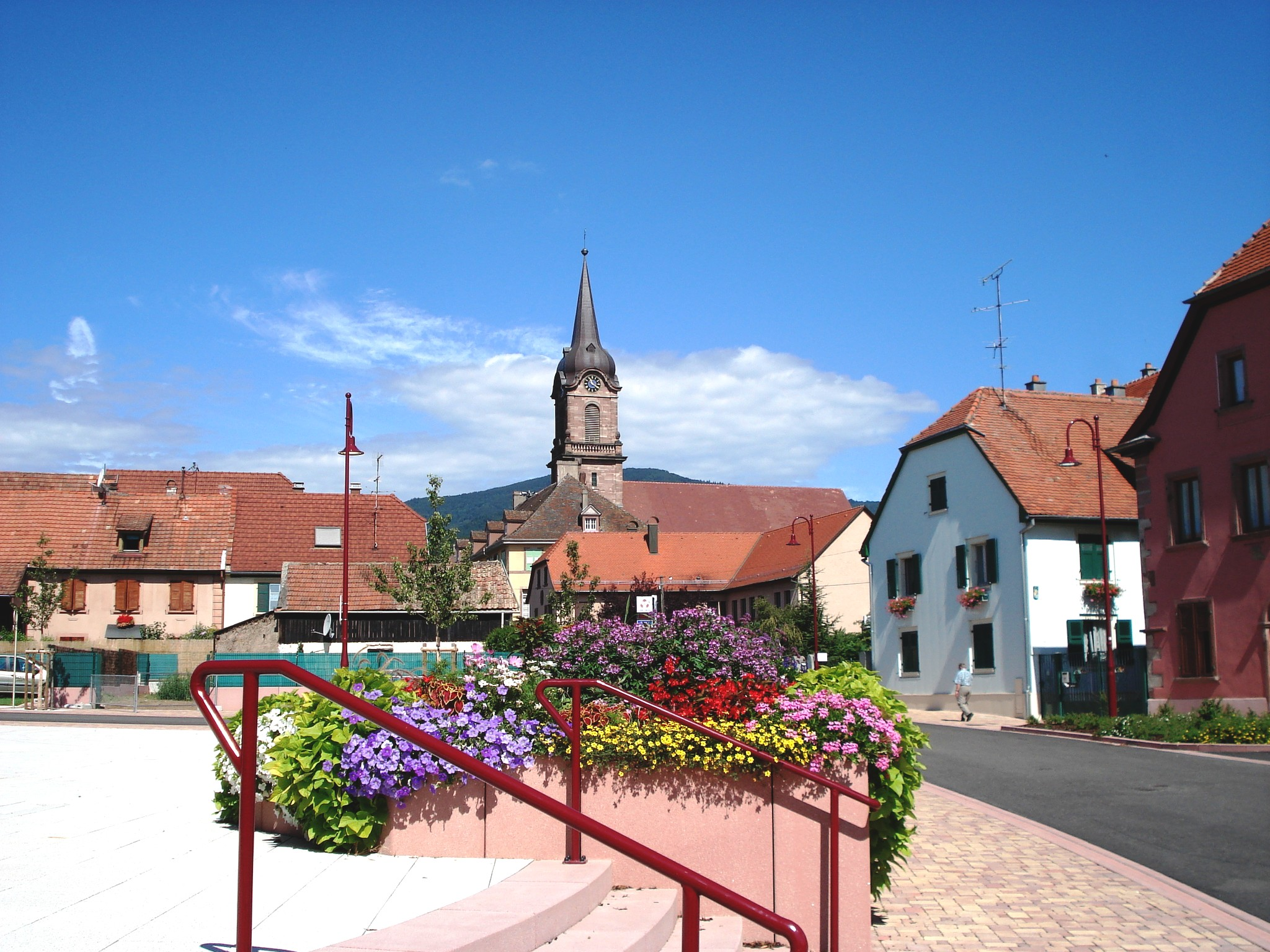
Dorfzentrum

Uffholtz im Regionalen Naturpark Ballons des Vosges liegt unmittelbar nördlich von Cernay und ist Teil der Agglomeration. Das Gemeindegebiet umfasst knapp zwölf Quadratkilometer, der höchste Punkt in der Gemeinde erreicht 1120 Meter. Östlich des Dorfes zieht sich eine Landwirtschaftszone bis in das untere Thurtal, dessen Abschnitt schon zur Oberrheinebene gehört.
Die Siedlung grenzt eng an Cernay, ist jedoch von den Siedlungen des Nachbardorfes Wattwiller etwa drei Kilometer entfernt. Zwei Straßen durchqueren das Dorf: die Elsässer Weinstraße D 5 und die Anfangsstrecke der Route des Crêtes D 431, die sich über das Egelbachtal nach den oberen Lagen des Vogesenmassivs schlängelt.

## Geschichte
Die älteste erhaltene Erwähnung von Uffholtz stammt von 823. Dabei wird es als Besitz der Klosters Murbach erwähnt. Bis zur Französischen Revolution gehörte der Ort zum Amt Wattweiler (Vogtei Gebweiler) der Fürstabtei Murbach. Im Verlauf der Revolution kam es 1789 in Uffholtz auch zu antisemitischen Ausschreitungen, Häuser der Juden und die Synagoge wurden geplündert.
Von 1871 bis zum Ende des Ersten Weltkrieges gehörte Uffholz als Teil des Reichslandes Elsaß-Lothringen zum Deutschen Reich und war dem Kreis Thann im Bezirk Oberelsaß zugeordnet.
Im Ersten Weltkrieg wurde der Ort, am Fuß des Hartmannsweiler Kopfs und damit in einem wichtigen Kampfgebiet gelegen, zu 80 Prozent zerstört. Aus dieser Zeit sind noch Bunkeranlagen erhalten. Im Gegensatz zu vielen anderen zerstörten Orten, wo auf Grund der Bodenkontamination durch Gas und Blindgänger auf einen Wiederaufbau verzichtet wurde, wurde Uffholtz an gleicher Stelle wieder aufgebaut.
| Bevölkerungsentwicklung | Bevölkerungsentwicklung | Bevölkerungsentwicklung | Bevölkerungsentwicklung | Bevölkerungsentwicklung | Bevölkerungsentwicklung | Bevölkerungsentwicklung | Bevölkerungsentwicklung | Bevölkerungsentwicklung |
| ----------------------- | ----------------------- | ----------------------- | ----------------------- | ----------------------- | ----------------------- | ----------------------- | ----------------------- | ----------------------- |
| Jahr                    | 1910                    | 1962                    | 1968                    | 1975                    | 1982                    | 1990                    | 1999                    | 2007                    |
| Einwohner               | 1418                    | 1152                    | 1169                    | 1231                    | 1327                    | 1303                    | 1385                    | 1559                    |

## Kultur und Sehenswürdigkeiten

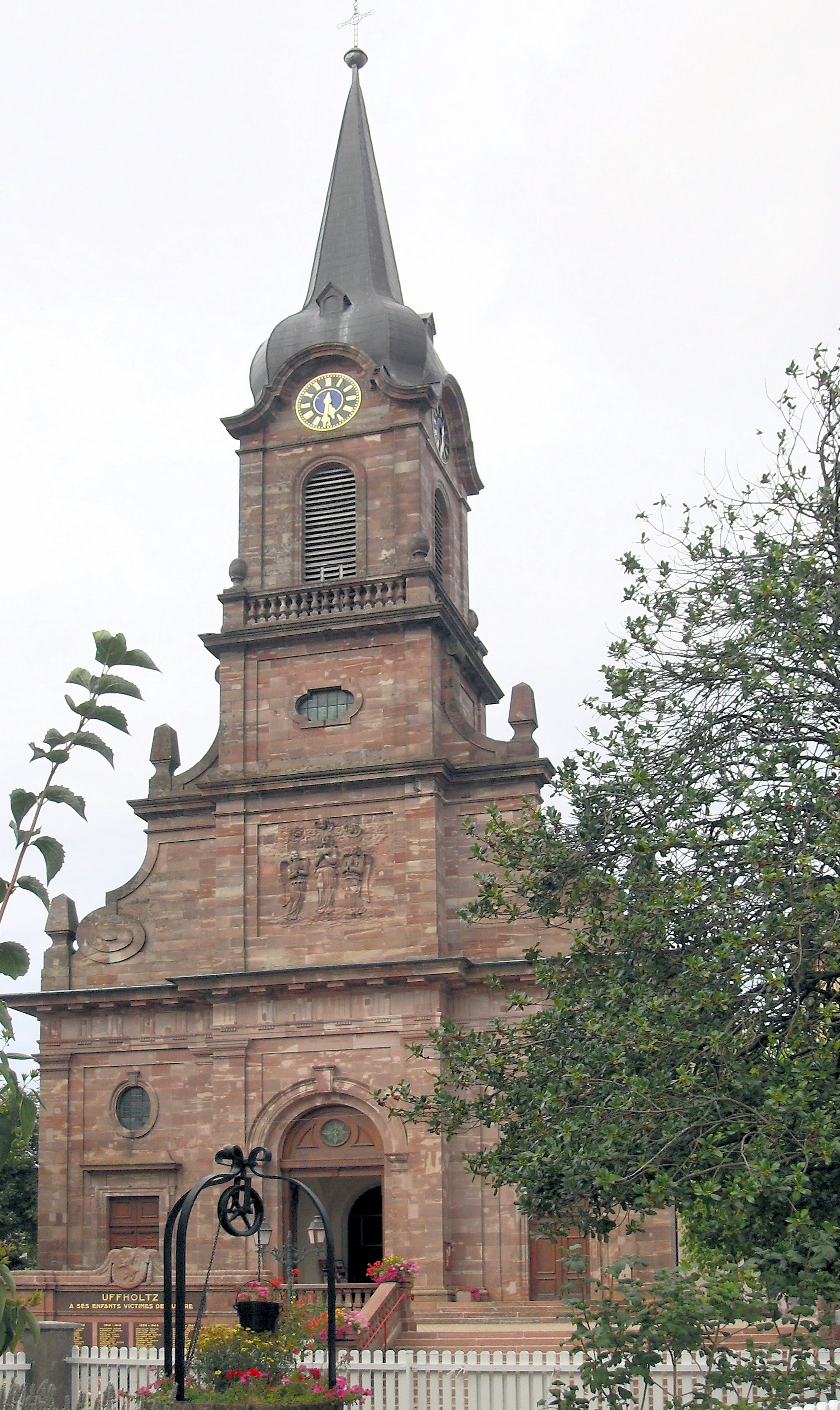
Kirche St. Erasmus
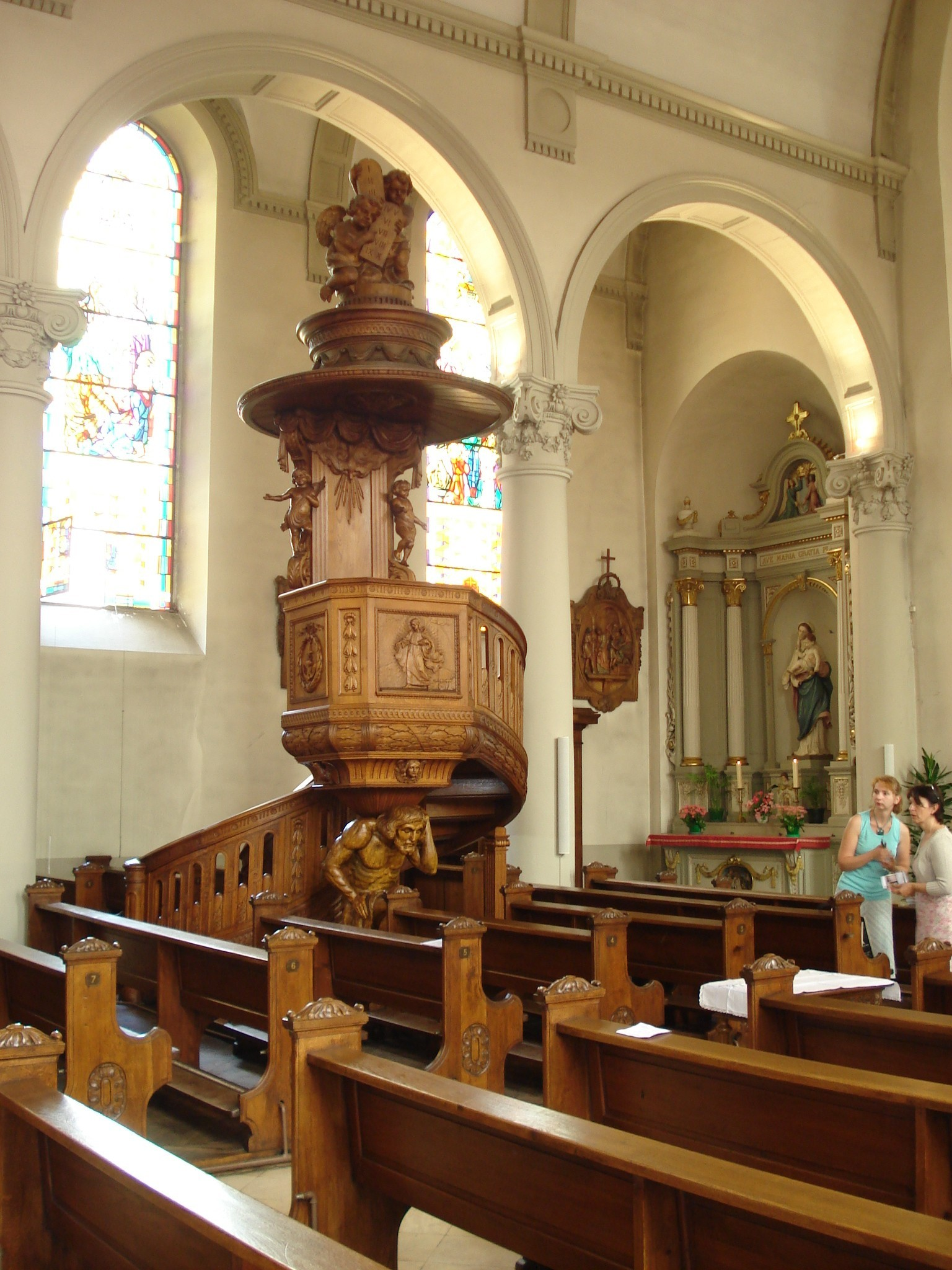
Hölzerne Kanzel

### Katholische Kirche
Durch ihre gewaltige Größe hinterlässt die Kirche des Dorfes einen beträchtlichen Eindruck. Sie ist der Wiederaufbau von 1924 der im Ersten Weltkrieg zerstörten Kirche aus dem Jahr 1825.
Die Hauptfassade und der Glockenturm bestehen aus gehauenen roten Sandsteinquadern und sind mit dekorativen Bildhauereien wie Pilastern, Geländersäulen, Bordüren und Reliefs verziert. Die neubarocke Turmspitze ist ein besonderes Merkmal des Ortes, weil sich in der Umgebung kein anderer derartiger Turm findet. Das Hauptschiff und die zwei Seitenschiffe der inneren Gestaltung befinden sich unter einem einzigen großen Satteldach.
Die innere Ausstattung zeichnet sich wesentlich durch ihr Mobiliar aus Holzschnitzerei aus, insbesondere eine eindrucksvolle Kanzel mit Wendeltreppe. Geschnitztes Chorgestühl und Holztäfelung rahmen den Chorraum ein. Zwei Fenster mit buntem Glasdekor würdigen die beiden Schutzpatrone der Kirche, den Heiligen Erasmus und den Heiligen Antonius. Weitere Fenster wurden durch die Kriegsereignisse zwischen Oktober 1944 und Februar 1945 beschädigt und daraufhin 1957 ersetzt. Der Hauptaltar wurde nach Vorbild desjenigen von St Sulpice in Paris gestaltet.

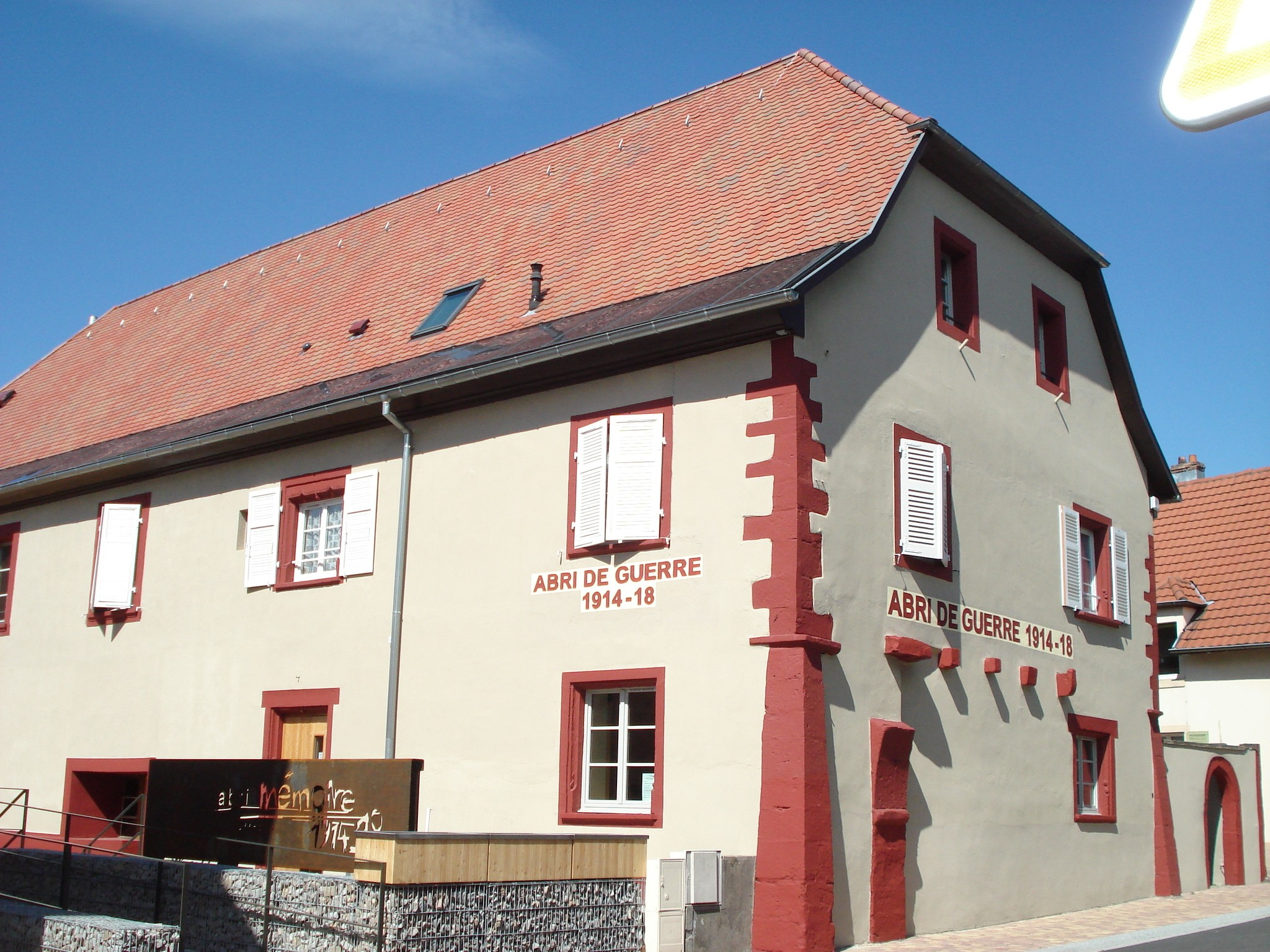
Schutzraum des Gedenkens

### Schutzraum des Gedenkens
Während des Ersten Weltkriegs wurde rund 80 Prozent von Uffholtz zerstört. Das historische Gasthaus, ein festes Haus und sein Keller, dienten ab 1916 wegen seiner Nähe zur Front dem deutschen Militär als Sanitätsunterstand (Schutzraum). Das Gebäude gehört zu den wenigen, die den Krieg überdauerten. Um die Erinnerungen an die Kriegsereignisse aufrechtzuerhalten, wurde das Haus mit großem Aufwand renoviert.
Seit 2010 ist darin das Museum Abri-Mémoire (Schutzraum des Gedenkens) untergebracht: Im Kellergeschoss werden Bilder und Videos aus dem Schanzenkrieg im Elsass gezeigt. Im oberen Stockwerk befindet sich ein Konferenzsaal sowie auch eine Bibliothek. Das verfügbare Anschauungsmaterial bezieht sich auf die Kämpfe und die Geschehnisse, die sich damals in Frankreich, insbesondere auf und um den Hartmannswillerkopf ereigneten.
Durch seinen kostenfreien Zugang soll das Haus eine gastfreundliche Begegnungsstätte für Dorfeinwohner, aber auch für Interessenten und Geschichtsforscher sein.

### Andere Sehenswürdigkeiten

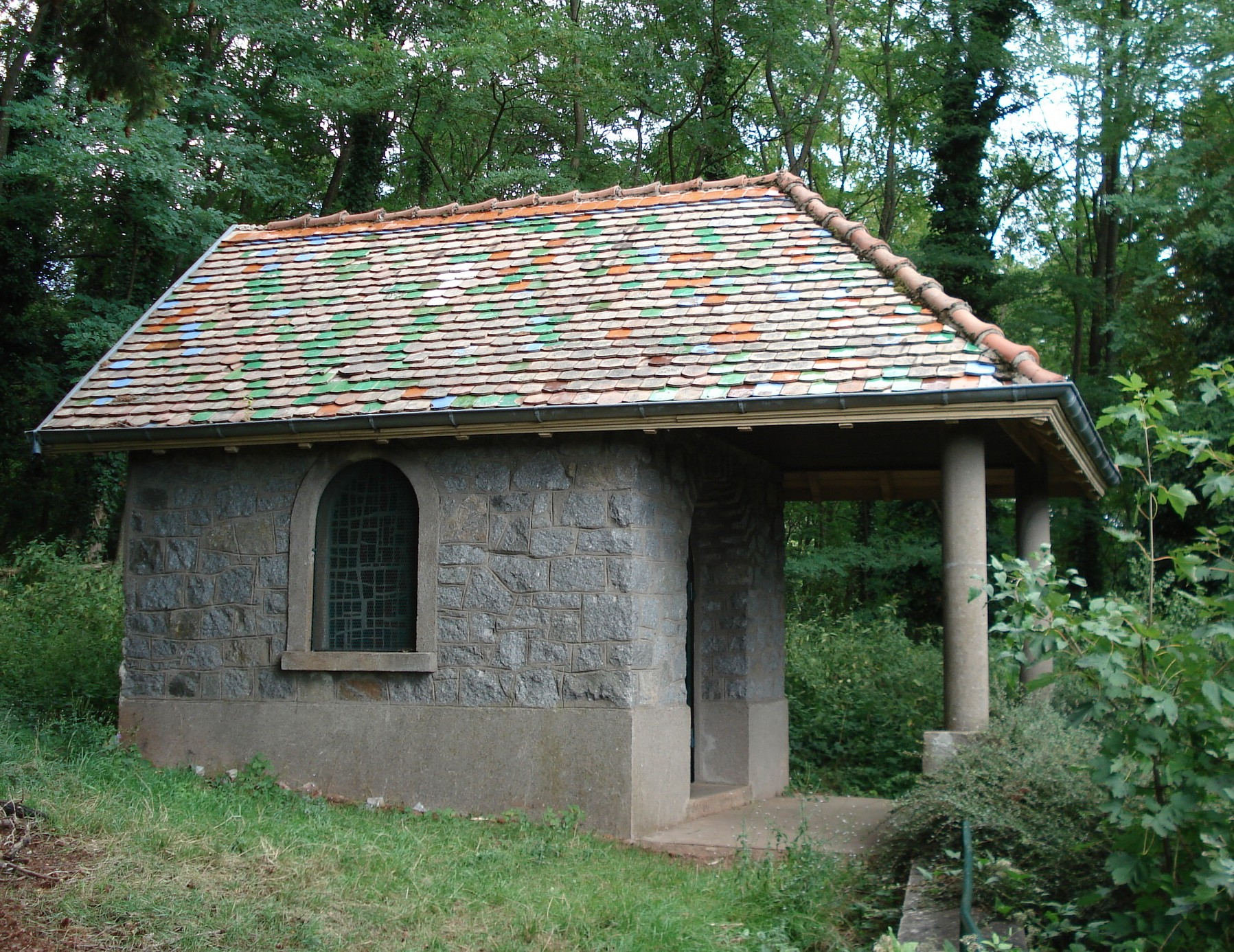
Antoniuskapelle

- Antoniuskapelle: An einem Hang im Egelbachtal unweit des Weinbergs gelegen, ist diese Kapelle ein bescheidenes, aber bedeutungsvolles Wahrzeichen für Uffholtz. Sie wurde zumindest zweimal – infolge der Schäden des Ersten Weltkriegs und wiederum 1958 – instand gesetzt. Der Sage nach soll dort ein Eremit gelebt haben, dessen Einsiedelei erstmals 1264 erwähnt sein soll. Das heutige Gebäude ist der Wiederaufbau aus dem Jahr 1958 eines im Ersten Weltkrieg zerstörten Vorgängerbaus.

Seit 1993 wird einmal pro Jahr der Aufstieg zur Antonius-Kapelle veranstaltet. Am Samstag vor oder nach dem Feiertag des Heiligen (17. Januar) beginnt das Fest um 17 Uhr  mit einem feierlichen Gottesdienst in der Pfarrkirche, unter der Leitung eines Bischofs und Mitwirkung einer eingeladenen Musikkapelle. Nach Einbruch der Dunkelheit pilgern anschließend die Gläubigen zu Fuß bis zur Kapelle, von Lichtern und Fackeln begleitet. Vor Ort bringt die magische Stimmung die Menschen zu Frohsinn und Gesang. Das Fest setzt sich bei einem Festessen bis spät in die Nacht hinein fort.
- Burgruine Herrenfluh: Die Burg Herrenfluh hatte nur kurzen Bestand: Auf einem Felsensporn in 858 m Höhe wurde sie im 13. Jahrhundert von Hans Nordwind zur Verteidigung des Besitztums der Abtei Murbach erbaut. Fremde Truppen zerstörten sie um 1376. Während des Ersten Weltkriegs wurden die Ruinen durch deutsche Geschosse vollständig zertrümmert, da die Franzosen eine Beobachtungsstelle in der Nähe eingerichtet hatten. Zerfallenes Gemäuer zeugt noch von dieser mittelalterlichen Burg. → Hauptartikel: Burg Herrenfluh

- Schäferhütte, das so genannte „Hirtehisla“
- Schaecher, Straßenkreuz, bzw. großer Bildstock am Straßenrand
- Pestkreuz
- Karpfenbrunnen
- Wappenplatte der Schauenburg
- Berghütte, ein Naturfreundehaus am Molkenrain

## Wirtschaft
Außer der Landwirtschaft, die durch drei große Höfe betrieben wird, sind Handwerk- und Industriebetriebe vorhanden. Das Gewerbegebiet erstreckt sich zwischen Thur und Landstraße N 83. Es besteht aus folgenden Betrieben:
- DuPont de Nemours Satellite 2
- Buchdruckerei „Publi-H“
- Plasturgie SIFAT AERAULIQUE
- Ferntransport FERAL
- Feinmechanik EMERSON (Fisher Rosemont Konzern)
- Gobelin-animations

## Gemeindepartnerschaften
Seit 1977 besteht eine Partnerschaft zur deutschen Ortschaft Aufheim, die zur Stadt Senden gehört. Freundschaftliche Beziehungen bestehen ferner zum Weinort Hügelheim, Teilort der Stadt Müllheim im Markgräflerland auf der deutschen Seite des Rheins.

## Nachweise
1. ↑  Georges Bischoff: Recherches sur la puissance temporelle de l’abbaye de Murbach (1229–1525) = Publications de la Société Savant d’Alsace et des Régions de l’Est. Série recherches et documents XXII. Libraire Istra, Strasbourg 1975, S. 81, 129, 159.
2. ↑  Website Uffholtz – Histoire
3. 1 2  Gemeindeverzeichnis Deutschland 1900 – Kreis Thann
4. 1 2  Isabell Michelberger: Hartmannsweilerkopf: Ort des gemeinsamen Gedenkens. In: Südkurier vom 29. Juli 2015
5. ↑  Website Uffholtz – Tourisme & Histoire
6. ↑  Website Uffholtz – Jumelage & Partenariat